# Corps diplomatique
 For alternative betydninger, se Cd (flertydig).
Corps diplomatique (forkortet CD), det diplomatiske korps, er en betegnelse for de udenlandske ambassader i et land betragtet under ét.
Den af ambassadørerne i et land, som har haft posten længst, kaldes det diplomatiske korps' doyen og varetager det diplomatiske korps' fælles interesser over for protokollen i opholdslandets udenrigsministerium. I katolske lande er Den Hellige Stols ambassadør normalt doyen, uanset anciennitet.
Ved siden af det diplomatiske korps findes det konsulære korps.
Sommetider ses biler tilhørende diplomater med et CD-mærkat i stil med de nationale kendingsbogstaver.